# Dougoy
Dougoy, est un quartier  située dans la commune de Maroua III, le département du Diamaré, région de l’Extrême-Nord Cameroun.

## Histoire
Dougoy vient du nom de Bi Dougoy ou Bi Dougoum, nom de l'un des fils de Bi Marwa chef Guiziga de Maroua. Bi Dougoum habitait ce quartier à l'époque.

## Population
Ce village possède une population totale de 10469 habitants. Parmi eux 5313 sont des hommes et 5156 sont des femmes.